# 20 août 2009
Le jeudi 20 août 2009 est le 232e jour de l'année 2009.

## Décès
- Doudou Topaz (né le 20 septembre 1946), animateur de télévision israélien
- Larry Knechtel (né le 4 août 1940), musicien américain
- Massimo Ercolani (né le 30 novembre 1957), pilote automobile saint-marinais
- Rosalío Solano (né le 30 août 1914), directeur de la photographie et cadreur mexicain
- Semion Farada (né le 31 décembre 1933), acteur soviétique et russe
- René Sicre (né le 9 mai 1947), champion de ski français

## Événements
- Fin de l'opération Strike of the sword
- élection présidentielle afghane de 2009
- Découverte de (228133) Ripoll
- Sortie du film Inglourious Basterds
- Sortie du film Mission-G
- Sortie du film Tengri, le bleu du ciel
- Publication du roman Trois femmes puissantes de Marie NDiaye